# Ethel Rolt Wheeler
Ethel Rolt Wheeler (seudónimo, Rolt Wheeler; 12 de julio de 1869, Lewisham, Londres - octubre de 1958, Glasgow) fue una poeta, escritora y periodista inglesa.

## Biografía
Ethel Rolt Wheeler nació como Mary Ethel Wheeler, hija del comerciante de piedra Joseph Wheeler, y de Amina Cooke Taylor, ambos de ascendencia irlandesa. Escribía bajo el seudónimo "Rolt Wheeler", al igual que su hermano, el autor y ocultista Francis Rolt Wheeler. Era nieta del constructor naval de Cork Joseph Wheeler por parte paterna y del escrito y propagandista contra la ley del maíz, William Cooke Taylor, por parte materna.
En la década de 1890, se convirtió en miembro del comité de la Sociedad Literaria Irlandesa de Londres y presidenta del Círculo Irlandés del Lyceum Club.
Fue una autora prolífica y contribuyó con muchas revistas, incluidas Dome, The Theosophical Review, East and West, The Atlantic Monthly, The London Magazine, Irish Book Lover, Harper's Magazine, The Butterfly, The Anglo - Saxon Review y Great Thought, además de trabajar y contribuir con trabajos para The Academy. También escribió en apoyo del movimiento sufragista en artículos como Fair Ladies in Revolt en The Englishwoman's Review
En 1915, aparece registrada viviendo en el número 59 de Stradella Road, Herne Hill.

## Obras seleccionadas
- Wheeler, Ethel (1903).  Verses, R. Brimley Johnson;
- Wheeler, Ethel (1905).  The Year’s Horoscope, sonnets, The Brochure Series
- Rolt-Wheeler, Ethel (1906). Behind the veil Tales, David Nutt, Londres
- Rolt-Wheeler, Ethel (1910).  Famous Blue-Stockings, Methuen, Londres
- Rolt-Wheeler, Ethel (1913). Ireland's Veils and other poems, Elkin Mathews, Londres
- Rolt-Wheeler, Ethel (1913). Women of the cell and cloister, Methuen, Londres
- Gawsworth, John (ed.) (1937).  Richards’ Shilling Selections from Modern Poets: Ethel Rolt-Wheeler, Londres